# Нимани, Бесар
Бесар Нимани (12 июля 1985,  Косовска-Митровице, Югославия — 9 марта 2024, Билефельд, Германия) — профессиональный боксёр косовско-албанского происхождения. Он приехал в Германию в 1997 году и с тех пор жил в Билефельде. Он был непобедимым международным чемпионом IBF и чемпионом Европы IBF в полусреднем весе и проиграл только один раз за свою профессиональную карьеру.

## Карьера

### Любительская карьера
Бесар Нимани начал свою карьеру в Билефельде в 1998 году в клубе «Бракведе». Бокс помог молодому мигранту быстро найти связь в новом доме. Он провел 98 боев, из них выиграл 87. Он пять раз выигрывал чемпионат Вестфалии. На чемпионате Западной Германии он трижды занимал первое место, Нимани не смог стартовать на чемпионате Германии, поскольку на тот момент у него еще не было немецкого гражданства. В любительское время он также встретил будущего чемпиона мира по версии WBO Марко Хука, который перешел в профессионалы в 2004 году. Дружбу детства два спортсмена сохранили до конца.

### Профессиональная карьера
В 2011 году Нимани перешел в профессионалы и 12 февраля провел свой первый профессиональный бой против Томаса Фрайтага. Через 58 секунд бой завершился, и Фрайтаг оказался на ринге. Нимани также выиграл следующие шесть боев нокаутом. 15 октября 2011 года ему было разрешено провести бой за международный чемпионат Германии против Эрве Мбонго-Старра. В Фельтене Нимани провел свой первый этап в Офен-Штадт-Халле. После 10 раундов он смог отпраздновать свой первый профессиональный титул, набрав очки. 18 ноября 2012 года Нимани квалифицировался на чемпионат Европы по версии IBF, успешно проведя четыре боя менее чем за семь месяцев. Он победил Шандора Микско нокаутом в седьмом раунде и выиграл свой первый международный титул - чемпионат Европы по версии IBF в полусреднем весе. Своего наибольшего успеха Нимани добился 31 мая 2014 года в Билефельде, когда в первом раунде поставил Майка Миранду на колени и, таким образом, стал новым обладателем международного титула IBF. Нимани проиграл 11 апреля 2015 года французу Франку Орче Орте техническим нокаутом в 4-м раунде, после чего последовали более длительные перерывы из-за травм. После годичного перерыва Нимани отпраздновал свое возвращение в марте 2019 года победой над Теему. После своего последнего боя 14 декабря 2019 года против Аднана Зилича в Хамельне он окончил спортивную карьеру .

## Личная жизнь
Нимани был женат и являлся гражданином Косово. В 2015 году стал отцом, у него родился сын. В 2020 году и 2021 году ― две дочери.

## Инциденты
Был ранен в перестрелке после ссоры в центре Билефельда в 2013 году, в результате чего две пули попали ему в бедро и колено.
В 2016 году Бенара арестовали за домашнее насилие в отношении жены, но через некоторое время отпустили.

## Убийство
9 марта 2024 года Нимани был убит несколькими выстрелами в центре Билефельда после выхода из парикмахерской.